# Rippert (Neunkirchen-Seelscheid)
Rippert ist ein Ortsteil der Gemeinde Neunkirchen-Seelscheid im Rhein-Sieg-Kreis.

## Lage
Rippert liegt auf einem Bergscheid des Bergischen Landes und westlich von Seelscheid. Die Anhöhe wird vom Naafbach und Wenigerbach gebildet. Nachbarorte im Westen ist Rengert und Breitscheid im Süden.

## Geschichte
Das Dorf gehörte bis 1969 zur Gemeinde Seelscheid.
1830 hatte Rippert 58 Einwohner. 1845 hatte der Weiler 14 katholische und 58 evangelische Einwohner (72) in zwölf Häusern. 1888 gab es 60 Bewohner in zwölf Häusern.
1901 hatte der Weiler auch 60 Einwohner. Verzeichnet sind die Familien Ackerer Daniel Haas, Stellmacher Wilhelm Heuser, die Ackerer Friedrich Wilhelm Römer und Johann Schöneshöfer, die Schuster Johann Schöneshöfer und Wilhelm Söntgerath, Schlosser A. Unteroberdörster und Ackerer Wilhelm Unteroberdörster.